# Serzedelo (Guimarães)
Serzedelo es una freguesia portuguesa del concelho de Guimarães, con 4,75 km² de superficie y 4.073 habitantes (2001). Su densidad de población es de 857,5 hab/km².

## Galería

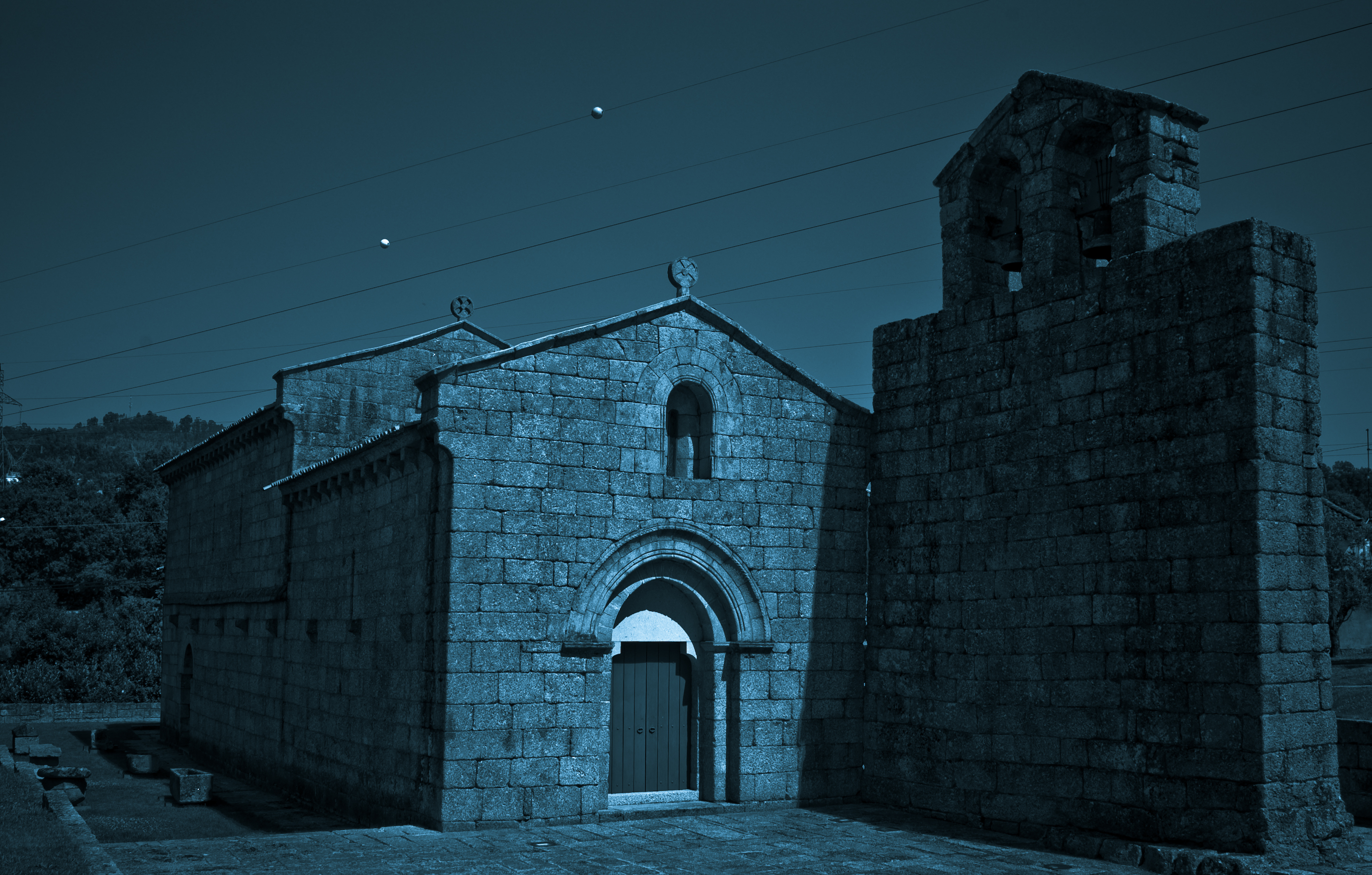
Iglesia de Serzedelo